# Atrachea argillacea
Atrachea argillacea là một loài bướm đêm trong họ Noctuidae.